# Suriname címere

Suriname címere

Suriname címere egy függőlegesen osztott ovális pajzs, amelynek bal oldala kék, rajta egy aranyszínű vitorláshajót ábrázoltak fehér hullámos sávok felett. A jobb oldal fehér, és egy pálmafát helyeztek el a zöld parton. A két rész osztóvonalán egy zöld rombusz látható egy aranysárga csillaggal. A pajzsot két őslakos indián tartja, másik kezükben egy-egy íjat fogva. Alul, egy szalagon olvasható az ország mottója: „Justitia, Pietas, Fides” (Igazság, áhítatosság, hűség). 